# Amostragem do trabalho
Amostragem do trabalho (muito conhecido pelo termo em inglês work sampling) é uma técnica estatística de amostragem de ocupação de postos de trabalho.
Ocorre a intervalos de tempos aleatórios, de modo que possa se atestar a ocupação de um funcionário dentro de um processo produtivo. 
Pode ser comparada a uma fotografia, pois registra o momento da atuação do profissional, sem questioná-lo acerca de sua atividade.
Pode ser organizado em um quadro onde devem constar as nomenclaturas referentes a cada situação, o horário e o posto de trabalho.